# Bas les masques !
Pour les articles homonymes, voir Bas les masques.
Pour plus de détails, voir Fiche technique et Distribution.
Bas les masques ! (titre original : The Hun Within) est un film muet américain réalisé par Chester Withey et sorti en 1918.

## Fiche technique
- Titre : Bas les masques !
- Titre original : The Hun Within
- Réalisation : Chester Withey
- Scénario : Granville Warwick, Stanner E.V. Taylor
- Superviseur : D.W. Griffith
- Photographie : David Abel
- Montage :
- Producteur :
- Société de production : F-4 Picture Corp.
- Société de distribution : Famous Players-Lasky Corporation
- Pays de production :  États-Unis
- Langue : film muet avec les intertitres en anglais
- Format : Noir et blanc — 35 mm — 1,33:1 — Muet
- Genre : Film dramatique, Thriller, Film de guerre
- Durée : 50 minutes
- Dates de sortie : 
  - États-Unis : 25 août 1918
  - France : 25 août 1924

## Distribution
- Dorothy Gish : Beth
- George Fawcett : Henry Wagner
- Charles K. Gerrard : Karl Wagner
- Douglas MacLean : Frank Douglas
- Herbert Sutch : Krippen (as Bert Sutch)
- Max Davidson : Max
- Lillian Clark : Leone
- Robert Anderson : Krug
- Erich von Stroheim : Von Bickel
- Adolph Lestina : le père de Beth
- Kate Bruce :